# Tinodes sanctus
Tinodes sanctus är en nattsländeart som beskrevs av Martynov 1913. Tinodes sanctus ingår i släktet Tinodes och familjen tunnelnattsländor. Inga underarter finns listade i Catalogue of Life.